# Entomophthora muscae
Entomophthora muscae — вид паразитичних грибів родини ентомофторових (Entomophthoraceae). Спричиняє у мух захворювання під назвою «осіння хвороба».

## Поширення
Вид поширений по всьому світі у регіонах з помірним кліматом.

## Життєвий цикл
Паразитує на двокрилих комахах родини Calliphoridae, Culicidae, Drosophilidae, Muscidae, Sarcophagidae, Scathophagidae, Syrphidae та Tachinidae. Комаха заражується конідіями (спорами), що вистрілює грибниця Entomophthora muscae. Ці спори липкі і вони проростають, коли прилипають до тіла комахи. Одночасно вони виділяють ферменти, які розчиняють хітиновий покрив комахи. Через створений отвір у тілі комахи проростють гіфи і поширюються всередині тіла. Вони виділяють різні хімічні речовини, які порушують фізіологічні процеси комахи. Комаха стає повільнию, перестає харчуватися, завмирає, приймаючи неприродне положення тіла, і гине. Комаха гине впродовж одного-двох днів після зараження.
Міцелій продовжує розвиватися у мертвому тілі комахи. Він виробляє конідіальні вали (конідіофори), які пронизують тіло комахи. Їх спороутворюючі верхівки мають форму булавки або пляшки. На них нестатевим шляхом утворюються конідіальні спори. Ці спори викидаються механічно на відстань у кілька міліметрів. Викинуті спори утворюють білястий наліт навколо тіла мертвої комахи. Якщо така викинута спора не попаде на комаху, вона не гине. На місці падіння спори росте крихітна гіфа, яка утворює подібну спору, але меншу. Таким чином можуть утворюватися другі, треті, а пізніші спори. Ці спори також механічно відстрілюють. Якщо спора сцілить у комахи, то життєвий цикл повторюється.
За несприятливих умов Entomophthora muscae переходить до статевого розмноження — зигогаміями. Дві сусідні грибні гіфи зливаються між собою, їхня цитоплазма зливається, а потім зливаються ядра (каріогамія). Отримана зигоспора оточує себе товстою клітинною стінкою і стає ендоспорою. Також можуть вироблятися хламідоспори.

## Екологія
Спалахи інфікування Entomophthora muscae, як правило, трапляються навесні та восени. Гриб трапляється в більшості помірних регіонів, і спороношення зазвичай відбувається в прохолодних, вологих умовах в місцях, де мухи збираються і відпочивають. У будинках часто можна побачити трупи мух, що прикріплені до вікон або віконних рам, місця, де інші мухи можуть легко заразитися. На відкритому просторі їх можна побачити прикріпленими до листя, на парканах і стінах, у сільськогосподарських будівлях та пташниках.